# Izabela da Silva
Izabela Rodrigues da Silva (Adamantina, 2 de agosto de 1996) é uma atleta brasileira especializada no lançamento de disco e arremesso de peso.

## Carreira

### Início
Nascida em Adamantina, Izabella fazia os esportes aos quais era apresentada na Escola Durvalino Grion, tendo feito futsal, handebol, atletismo nas lançamento de dardo e martelo, além de saltos em distância e em altura, antes de ir e se fixar noo lançamento de disco e arremesso de peso.
Ao ir para a Associação Cultural Recreativa e Esportiva de Adamantina (ACREA), passou a treinar para provas duas vezes por semana. Com sua aptidão para o esporte, mudou-se aos 15 para São Caetano do Sul, quando entrou para o Instituto Elisângela Maria Adriano (IEMA), um dos núcleos de Formação do Clube de Atletismo BM&FBOVESPA, tendo o completo apoio de seus pais, Luiz Rodrigues e Elaine Cristina, apoiou.
Ganhou ouro no Mundial Juvenil de 2014 em Eugene, nos Estados Unidos, tendo sido a primeira atleta brasileira feminina a conquistar a medalha de ouro na competição.

### Jogos Olímpicos de 2020
Foi convocada pela Confederação Brasileira de Atletismo (CBAt) para integrar a delegação brasileira nos Jogos Olímpicos de Tóquio. Se classificou para a final do lançamento de disco ao terminar em 12° lugar e conseguir a última vaga, em 31 de julho. Na final, acabou terminando na 11.ª posição e não conseguiu nenhuma medalha, mas se primeira mulher brasileira a chegar em uma decisão olímpica no lançamento de disco.

### 202-24
Izabela participou dos Jogos Pan-Americanos de 2023, ocorridos em outubro e novembro, em Santiago, no Chile. No primeiro lançamento, atingiu a marca de 59,63 metros. Seus outros resultados foram de 58,02 59,36 e 59,47 metros, com dois lançamentos queimados. Com isto, obteve a medalha de ouro do evento. O pódio ficou com as brasileiras Izabela em primeiro lugar, com 59,36m, e Andressa Oliveira de Morais em segundo, com 59,29m. O terceiro lugar ficou com a jamaicaina Samantha Hall, com o lançamento de 59,14m.
Em abril de 2024, na etapa de Xangai da Liga de Diamante, atingiu a marca de 64,66 metros no lançamento do disco, se classificando para participar dos Jogos Olímpicos de Paris 2024 e alcançando a melhor marca pessoal da carreira.
Em 28 de junho de 2024, ela melhorou seu recorde pessoal ao arremessar 65,25m no Troféu Brasil, uma marca que teria lhe dado o 4º lugar nos Jogos Olímpicos de Verão de 2020 ou o 8º lugar no Campeonato Mundial de Atletismo de 2023.

## Competições
| Ano  | Competição                              | Local                  | Lugar | Modalidade          | Dados   |
| ---- | --------------------------------------- | ---------------------- | ----- | ------------------- | ------- |
| 2011 | Mundial Juvenil de Atletismo 2011       | Lille, França          | 11°   | Arremesso de peso   | 13.36 m |
| 2011 | Mundial Juvenil de Atletismo 2011       | Lille, França          | 24°   | Lançamento de disco | 43.98 m |
| 2012 | Sul-Americano Juvenil de Atletismo 2012 | Mendoza, Argentina     | 1°    | Lançamento de disco | 16.82 m |
| 2012 | Sul-Americano Juvenil de Atletismo 2012 | Mendoza, Argentina     | 1°    | Lançamento de disco | 47.19 m |
| 2013 | Pan-Americano Junior 2013               | Medellin, Colômbia     | 2°    | Arremesso de peso   | 14.90 m |
| 2013 | Pan-Americano Junior 2013               | Medellin, Colômbia     | 1°    | Lançamento de disco | 54.15 m |
| 2013 | Sul-Americano Júnior de Atletismo 2013  | Resistência, Argentina | 1°    | Arremesso de peso   | 15.05 m |
| 2013 | Sul-Americano Júnior de Atletismo 2013  | Resistência, Argentina | 1°    | Lançamento de disco | 55.88 m |
| 2014 | Mundial Juvenil de Atletismo 2014       | Eugene, Estados Unidos | 16°   | Arremesso de peso   | 14.54 m |
| 2014 | Mundial Juvenil de Atletismo 2014       | Eugene, Estados Unidos | 1st   | Lançamento de disco | 58.03 m |
| 2014 | Sul-Americano Sub-23 de Atletismo 2014  | Montevidéu, Uruguai    | 2°    | Arremesso de peso   | 15.95 m |
| 2014 | Sul-Americano Sub-23 de Atletismo 2014  | Montevidéu, Uruguai    | 1°    | Lançamento de disco | 58.70 m |
| 2016 | Sul-Americano Sub-23 de Atletismo 2016  | Lima, Peru             | 1°    | Arremesso de peso   | 16.25 m |
| 2016 | Sul-Americano Sub-23 de Atletismo 2016  | Lima, Peru             | 1°    | Lançamento de disco | 53.04 m |
| 2021 | Sul-Americano de Atletismo 2021         | Guaiaquil, Equador     | 1°    | Lançamento de disco | 62.18 m |
| 2021 | Jogos Olímpicos de 2020                 | Tóquio, Japão          | 11°   | Lançamento de disco | 60,39 m |